# Fredrik Almqvist
Sven Fredrik Almqvist, född 5 maj 1945 i Nykarleby, är en finländsk läkare.
Almqvist avlade medicine och kirurgie doktorsexamen 1983. Han är sedan 1989 professor i barnpsykiatri vid Helsingfors universitet och överläkare vid barnsjukhuset Barnets borg. Han har skrivit publikationer om barn-, ungdoms- och socialpsykiatri. Därtill har han innehaft kommunala förtroendeuppdrag, bland annat i Esbo stadsfullmäktige.
Almqvist arbetade under studietiden som poliklinikläkare vid Samfundet Folkhälsans Tonårspoliklinik där han senare under några år var ungdomspsykiater och föreståndare. Almqvists doktorsavhandling (1983) handlade om psykisk hälsa och psykiatriska vårdkontakter under uppväxtåren och fokuserade bl.a. på psykosociala riskfaktorer och skyddande faktorer (reciliens). Han blev kallad att handha en professur i barn- och ungdomspsykiatri vid Tammerfors universitet som han skötte tills han blev utsedd till professor i barn- och ungdomspsykiatri vid Helsingfors universitet år 1989. Almqvist tog initiativ till och ledde nationella och nordiska utbildningsprojekt inom barn och ungdomspsykiatrisk forskning och ledde även ett stort nationellt epidemiologiskt forskningsprojekt av stor betydelse för planeringen av förebyggande insatser och utvecklandet av vården.
Vid sidan om den vetenskapliga verksamheten utbildade Fredrik Almqvist till psykoterapeut inom individualterapi, familjeterapi och gruppterapi. Han erhöll såväl kompetens på krävande specialnivå som utbildarkompetens inom dessa områden.
Almqvist började sin yrkesbana på barnavdelningen vid Aurora sjukhus, fortsatte med tjänstgöring inom vuxenpsykiatrin och arbetade som skolläkare innan specialiseringstjänstgöringen till barnpsykiater. Tjänstgöringen vid Folkhälsans Tonårspoliklinik meriterade för specialiteten inom ungdomspsykiatri. Under tiden som professor i barn- och ungdomspsykiatri vid medicinska fakulteten i Helsingfors innehade Almqvist bitjänsten som överläkare för den småbarnspsykiatriska kliniken vid Barnets Borgs sjukhus vars verksamhet han utvecklade med sina medarbetare. Det innebar både nya undersökningsmetoder, nytt diagnostiskt koncept (0-3 diagnostik) och nya terapimetoder (Floor Time).. Det utarbetades även en formell kurs, med examen, i småbarnspsykiatri.
Såväl forskningsresultaten som de kliniska erfarenheterna från arbetet med barn, ungdomar och deras familjer visade att psykosociala faktorer och ekonomiska omständigheter spelar en stor roll för den uppväxande generationens psykiska hälsa och personliga utveckling. Detta manade Almqvist till att engagera sig i lokalpolitiken i Esbo där han varit medlem i fullmäktige under flera perioder samt ordförande för Social- och hälsovårdsnämnden  och medlem i Stadsstyrelsen.. Han har kandiderat i  riksdagsval och EU-val i akt och mening att främja en barn- och familjepolitik som ger barnen och ungdomarna en gynnsam utveckling. Han var en av de första i Finland som propagerade för inrättandet av en befattning på riksnivå som barnombudsman och som uppmärksammade de risker som internätvärlden och den digitala informations- påverkarmiljön utgör för barn- och ungdomars hälsa och sociala beteendemönster.
Inspirerad och motiverad av sina forskningsresultat publicerade Almqvist många debattartiklar i dagspressen och gav i många aktuella frågor som gällde barnens och ungdomarnas uppväxtvillkor och mentala hälsa intervjuer för både radio och TV.
Efter pensioneringen vikarierade Almqvist på Åland som barn- och ungdomspsykiater och tillfällig landskapsläkare.